# Halowe Mistrzostwa Czech w Lekkoatletyce 2012
Halowe Mistrzostwa Czech w Lekkoatletyce w 2012 – halowe zawody lekkoatletyczne organizowane przez Český atletický svaz, które odbyły się 25 i 26 lutego w Pradze. Po raz ostatni rozegrano biegi sztafetowe 4 × 400 metrów (od następnych mistrzostw zastąpiono je sztafetą 4 × 200 metrów).

## Rezultaty
| PB - rekord życiowy \| SB - najlepszy wynik w sezonie \| NR – halowy rekord kraju |

### Mężczyźni
| Konkurencja:              | 1. miejsce                                                       | Rezultat | 2. miejsce                                                           | Rezultat | 3. miejsce                                                      | Rezultat |
| Bieg na 60 m              | Libor Žilka                                                      | 6,73     | Pavel Maslák                                                         | 6,77     | Václav Zich                                                     | 6,78     |
| Bieg na 200 m             | Jiří Vojtík                                                      | 21,55    | Patrik Šorm                                                          | 21,87    | Radek Fischer                                                   | 22,28    |
| Bieg na 400 m             | Theodor Jareš                                                    | 47,19    | Josef Prorok                                                         | 47,38    | Jan Tesař                                                       | 49,36    |
| Bieg na 800 m             | Miroslav Burian                                                  | 1:55,88  | Miroslav Lepíček                                                     | 1:56,15  | Tomáš Vystrk                                                    | 1:56,25  |
| Bieg na 1500 m            | Milan Kocourek                                                   | 3:50,01  | Radek Karnufek                                                       | 3:52,87  | Daniel Grecman                                                  | 3:54,51  |
| Bieg na 3000 m            | Milan Kocourek                                                   | 8:20,33  | Lukáš Kourek                                                         | 8:22,28  | Roman Rudolecký                                                 | 8:22,76  |
| Bieg na 60 m przez płotki | Martin Mazáč                                                     | 7,81     | Václav Sedlák                                                        | 7,89     | Petr Peňáz                                                      | 7,99     |
| Sztafeta 4 × 400 m        | Slavia Praha Václav Barák Jan Pernica Josef Prorok Theodor Jareš | 3:17,33  | Slavia Praha B Tomáš Petr Vojtěch Kotek David Beneš Jindřich Šimánek | 3:20,33  | AK Most Pavel Benda Ondřej Levický Martin Lecjaks Radek Vraštil | 3:20,59  |
| Skok wzwyż                | Jaroslav Bába                                                    | 2,20     | Martin Heindl                                                        | 2,16     | David Kovalský                                                  | 2,12     |
| Skok o tyczce             | Jan Kudlička                                                     | 5,55     | Adam Pašiak                                                          | 5,45     | Adam Ptáček                                                     | 5,33     |
| Skok w dal                | Roman Novotný                                                    | 7,67     | Štěpán Wagner                                                        | 7,64     | Milan Pírek                                                     | 7,58     |
| Trójskok                  | Roman Novotný                                                    | 15,67    | Jiří Vondráček                                                       | 15,23    | Martin Vachata                                                  | 15,13    |
| Pchnięcie kulą            | Jan Marcell                                                      | 19,29    | Tomáš Staněk                                                         | 17,95    | Jaromír Mazgal                                                  | 17,75    |
| Siedmiobój                | Roman Šebrle                                                     | 6105     | Adam Helcelet                                                        | 5951     | Jaroslav Hedvičák                                               | 5581     |

### Kobiety
| Konkurencja:              | 1. miejsce                                                                                | Rezultat | 2. miejsce                                                                          | Rezultat | 3. miejsce          | Rezultat |
| Bieg na 60 m              | Kateřina Čechová                                                                          | 7,30     | Iveta Mazáčová                                                                      | 7,39     | Denisa Rosolová     | 7,46     |
| Bieg na 200 m             | Denisa Rosolová                                                                           | 23,73    | Iveta Mazáčová                                                                      | 24,54    | Jana Slaninová      | 24,61    |
| Bieg na 400 m             | Zuzana Hejnová                                                                            | 53,58    | Lenka Masná                                                                         | 53,73    | Jitka Bartoničková  | 54,27    |
| Bieg na 800 m             | Tereza Čapková                                                                            | 2:06,40  | Kateřina Hálová                                                                     | 2:09,70  | Radka Stružková     | 2:10,26  |
| Bieg na 1500 m            | Dana Šatrová                                                                              | 4:22,74  | Anežka Drahotová                                                                    | 4:34,02  | Michaela Drábková   | 4:37,49  |
| Bieg na 3000 m            | Monika Preibischová                                                                       | 9:30,85  | Lucie Sekanová                                                                      | 9:35,49  | Diana Mezuliáníková | 9:51,80  |
| Bieg na 60 m przez płotki | Jana Korešová                                                                             | 8,42     | Helena Tomková                                                                      | 8,60     | Michaela Nejedlová  | 8,71     |
| Sztafeta 4 × 400 m        | Čéčova České Budějovice Bohuslava Váňová Michala Budínová Monika Vomáčková Jana Melichová | 4:13,02  | TJ Nové Město na Moravě Lýdie Brázdová Helena Tlustá Eva Skalníková Radka Janoušová | 4:18,12  | –                   | –        |
| Skok wzwyż                | Oldřiška Marešová                                                                         | 1,84     | Veronika Vavrečková                                                                 | 1,76     | Magdalena Nová      | 1,72     |
| Skok o tyczce             | Jiřina Ptáčníková                                                                         | 4,52     | Romana Maláčová                                                                     | 4,23     | Aneta Morysková     | 3,72     |
| Skok w dal                | Jana Korešová                                                                             | 6,12     | Michaela Kučerová                                                                   | 5,95     | Lucie Májková       | 5,88     |
| Trójskok                  | Lucie Májková                                                                             | 13,10    | Gabriela Vaculová                                                                   | 12,58    | Klára Michalská     | 12,39    |
| Pchnięcie kulą            | Markéta Červenková                                                                        | 16,03    | Jana Kárníková                                                                      | 15,93    | Kristýna Kroužková  | 14,62    |
| Pięciobój                 | Jana Korešová                                                                             | 4184     | Nela Severová                                                                       | 3727     | Aneta Komrsková     | 3700     |